# Eduard Schmidt von der Launitz

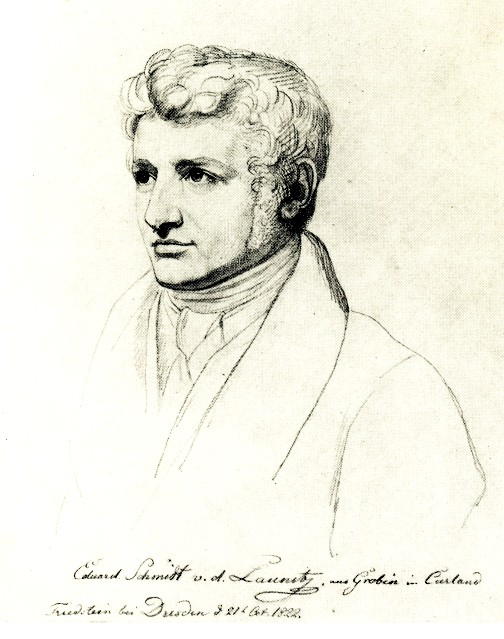

Niklaus Karl Eduard Schmidt von der Launitz (Grobin, 23 november 1797 - Frankfurt am Main, 12 december 1869) was een Duitse beeldhouwer in de 19de eeuw.
Toen hij als jongste van negen kinderen geboren werd, woonden de Baltisch-Duitse ouders van Eduard Launitz nog in Grobin, Koerland, dat toen deel uitmaakte van het Keizerrijk Rusland. Na hun overlijden in 1809 bracht hij zijn jeugd door in Vechelde in het hertogdon Brunschweig. De bedoeling van zijn voogd was dat hij diplomaat zou worden. In 1815 ging hij naar de Universiteit van Göttingen waar hij begon met een studie jurisprudentie maar al gauw meer belangstelling kreeg voor kunst. Hij nam lessen in Rome en bij Bertel Thorvaldsen. Zijn eerste zelfstandige werk was in 1820 een reliëf voor het graf van zijn broer, die tijdens de Slag bij Leipzig in 1813 was omgekomen.
Hij trouwde in 1823. In 1829 kwamen zijn echtgenote en hun oudste zoon om het leven. Met zijn drie jongere kinderen keerde hij terug naar Duitsland en vestigde zich in Frankfurt, waar hij de rest van zijn leven woonde. Naast zijn werk als kunstenaar gaf hij les in het Städel Museum in Frankfurt en aan de kunstacademie in Düsseldorf.
Launitz is begraven op de Algemene Begraafplaats in Frankfurt.

## Zijn werk

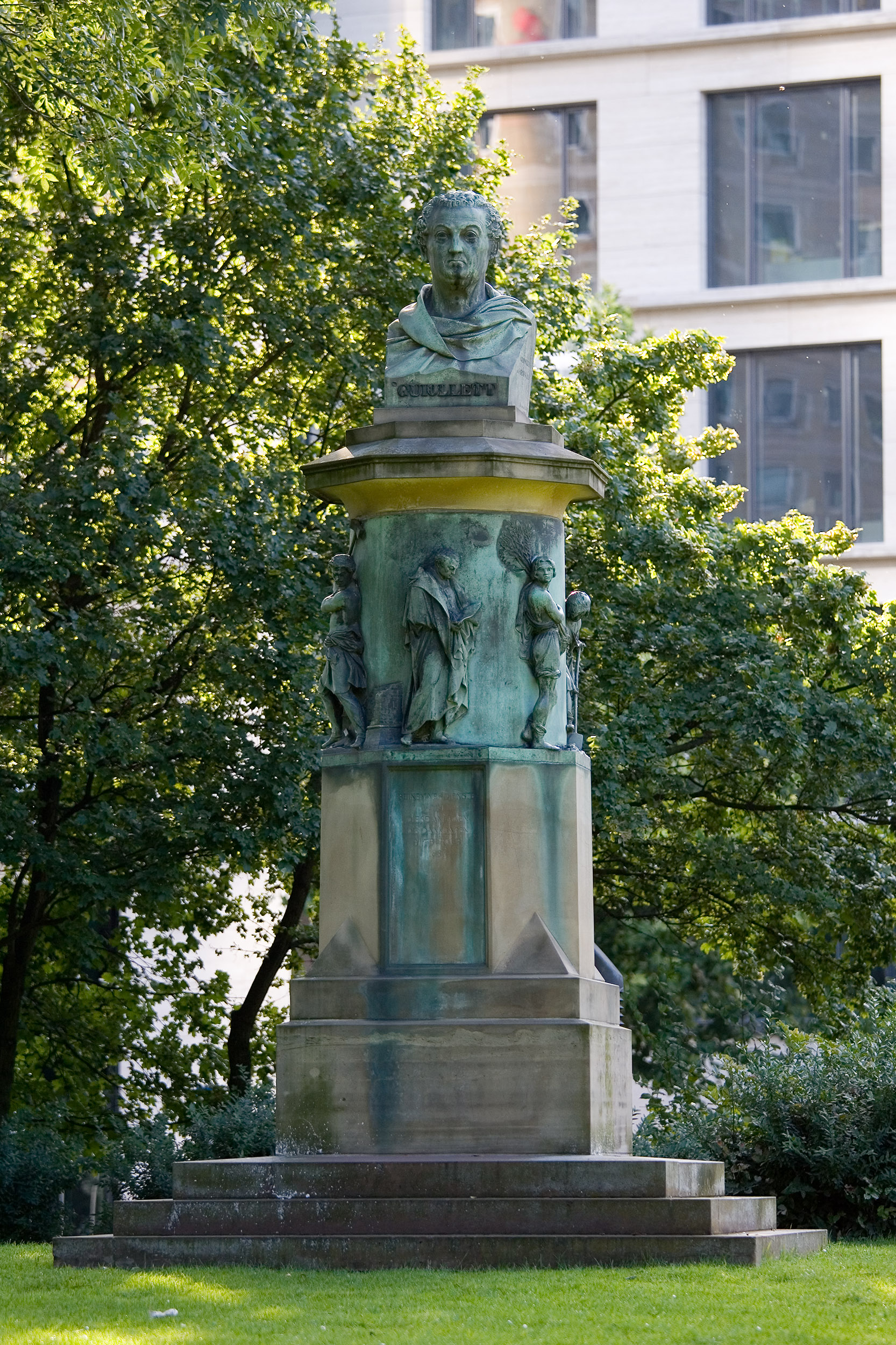
Monument Jakob Guiollett Frankfurt, 1837
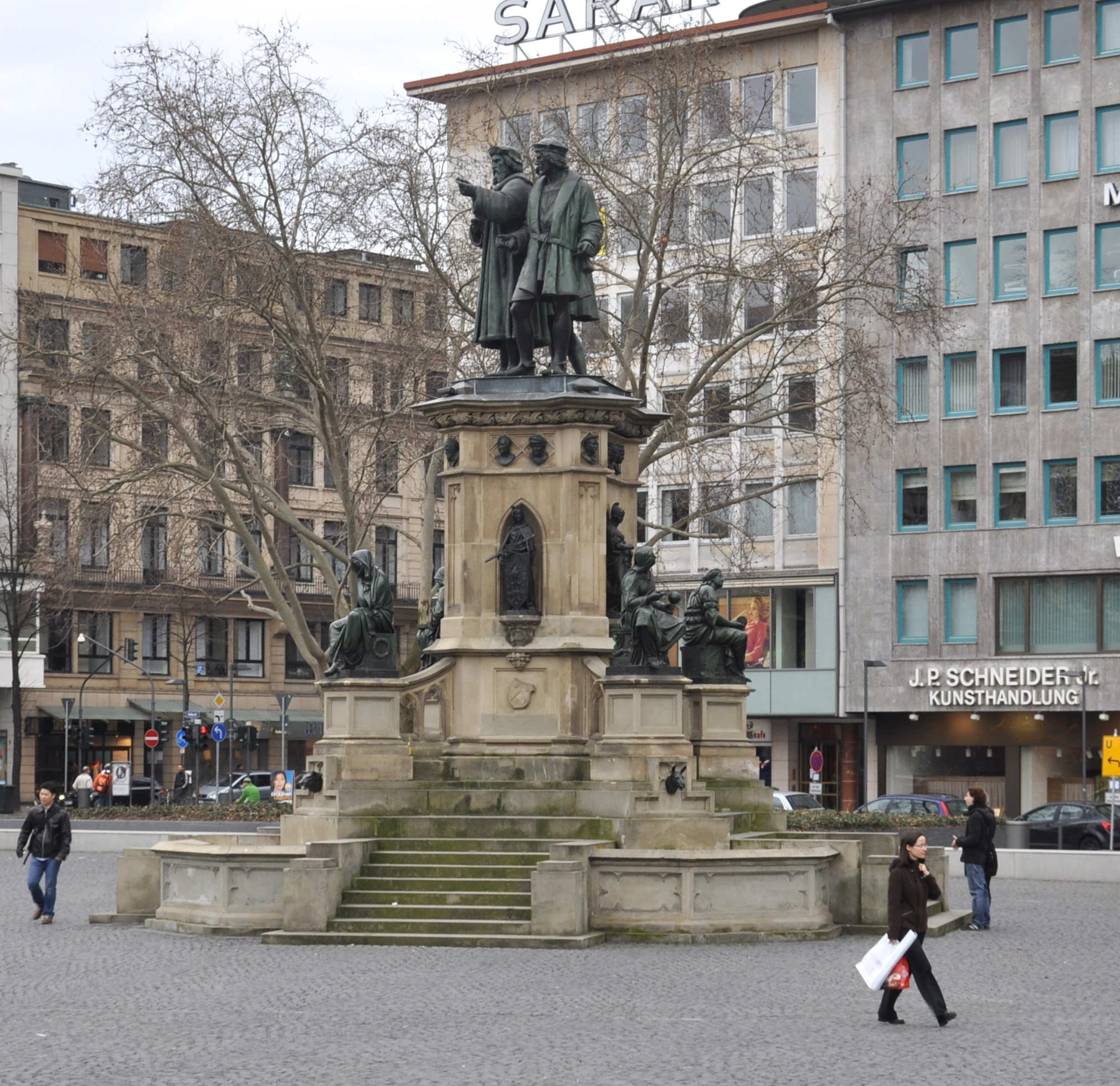
Monument Gutenberg Frankfurt, 1857
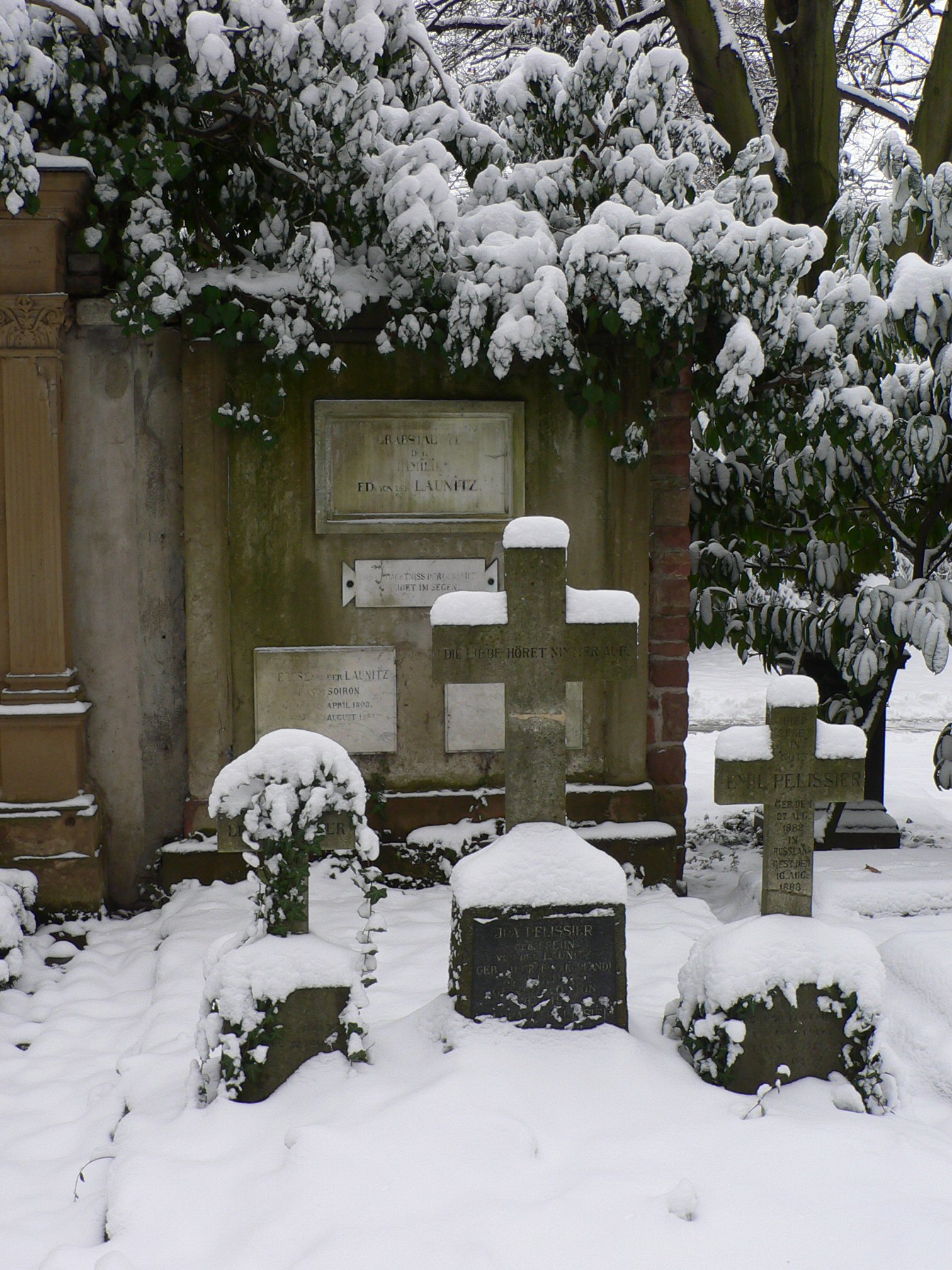
Zijn graf Frankfurt

- Bibliothèque nationale de France: cb12364781x (data)
- Gemeinsame Normdatei: 119054043
- International Standard Name Identifier: 0000 0000 4788 9661
- Library of Congress Control Number: nr92031934
- Nederlandse Thesaurus van Auteursnamen: 107157284
- RKD-Nederlands Instituut voor Kunstgeschiedenis: 435962
- Système universitaire de documentation: 032660448
- Virtual International Authority File: 5732526
- WorldCat: E39PBJjRY9yhDccjvqt7DRCG73